# Belagavi
Belagavi (tidigare Belgaum, kannada: ಬೆಳಗಾವಿ, marathi: बेळगांव Belgaon) är en stad i den indiska delstaten Karnataka. Stadens namn ändrades officiellt från Belgaum till Belagavi den 1 november 2014. Folkmängden uppgick till cirka en halv miljon invånare vid folkräkningen 2011. Storstadsområdet omfattar flera omgivande orter, bland annat Belagavis garnisonsstad (som står under militär administration), och beräknades ha cirka 700 000 invånare 2018. Belagavi är administrativ huvudort för ett distrikt med samma namn som staden.